# Retratos de Benvenuto Cellini
Hay varios retratos del orfebre y escultor italiano Benvenuto Cellini (1500-1570). Incluyendo autorretratos y retratos de él hechos por otros artistas. La apariencia física de Benvenuto Cellini se determina sobre la base de un número de sus retratos durante toda su vida. Sin embargo, debido a algunos sus retratos conocidos del siglo XVII-XX, donde los artistas dibujaron los rasgos faciales de Cellini de su imaginación, así como debido a las atribuciones póstumas erróneas, hay un nivel de confusión sobre este tema.

## Retrato de Benvenuto Cellini en el mural de Vasari
El retrato de Cellini está situado entre las imágenes de otros artistas de la Corte del Duque de Florencia Cosimo Medici en un mural de forma redonda (tondo) realizado por Giorgio Vasari en el Palazzo Vecchio de Florencia en 1563. Justo debajo de la imagen del Cellini ya envejecido se encuentra una leyenda que dice "Benvenuto SCVL".
Todas las personalidades mostradas en el tondo eran reconocibles en tiempos de Vasari. 
Hay 11 individuos retratados en el tondo. Giorgio Vasari mencionó nueve de ellos en sus comentarios e inscripciones a la derecha del fresco: Tribolo (Niccolo di Raffaello di Nicolo dei Pericoli), Tasso (Giovanni Battista del Tasso), Nanni Unghero, San Marino, Giorgio Vasari, Baccio Bandinelli, Bartolomeo Ammanati, Benvenuto Cellini y Gong Di ser Jacopo. Giorgio Vasari olvidó mencionar sólo a uno de sus colegas: Luca Martini. 

### Retrato de Bartolomeo Ammanatti atribuido erróneamente como retrato de Benvenuto Cellini

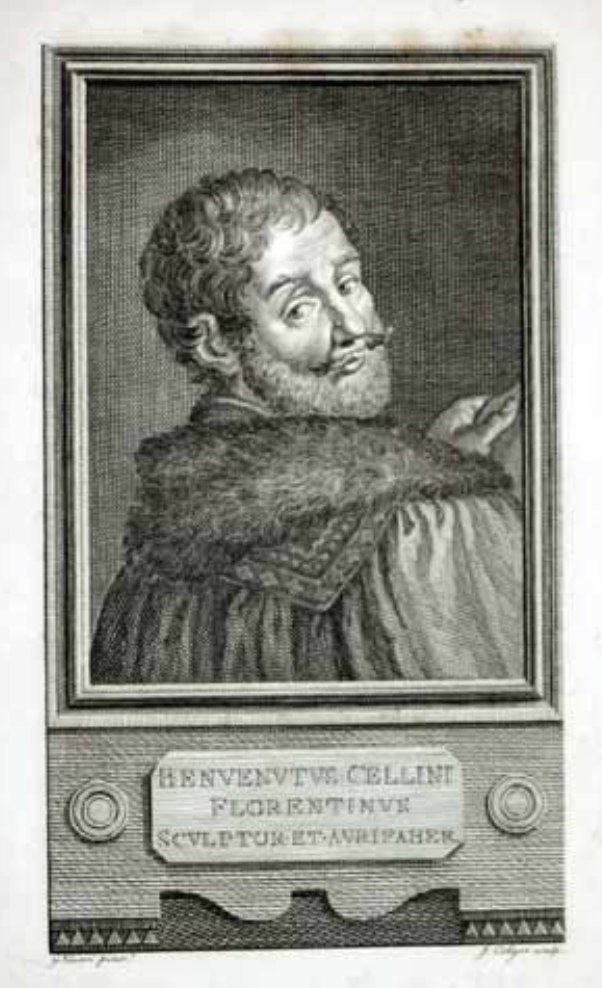
Collyer, Joseph, Un retrato de Benvenuto Cellini. Grabado. 26.5 cm por 14 cm. (1771) Biblioteca Nacional, Viena. Número de inventario 8191345

En 1891, el editor de libros francés Eugene Plon cuestionó la atribución de personalidades en el mural, que hasta entonces se había considerado auténtica desde el siglo XVI. Aunque la mayoría de las personalidades, incluido el propio Cellini, aparecen en el fresco firmado por Vasari con sus nombres reales, Plon, sin embargo, arroja dudas sobre la exactitud de la leyenda. Como resultado de sus estudios, Plon afirmó en su libro que "el verdadero" Cellini en el fresco es el hombre que más tarde sería identificado como Bartolomeo Ammannati. Los estudios contemporáneos realizados en 1971 reatribuyeron las personalidades mostradas en el tondo.

### Retrato de Giorgio Vasari erróneamente atribuido tan retrato de Benvenuto Cellini
A finales del siglo XVIII, una tercera atribución del rostro de Cellini se había hecho en el mural alojado en el Palazzo Vecchio. 
Esta versión pertenece al artista y grabador británico Joseph Collyer. En 1829, Francesco Maria Tassi afirmó que Collyer había sido el encargado de realizar el grabado del retrato "Benvenuto Cellini" por la editorial Británica "Nugent". Buscando el rostro correcto de Benvenuto, el artista inglés se basó en la imagen de Cellini en el tondo de Vasari. Pero Collyer simplemente no pudo identificar correctamente al escultor entre las otras personalidades del mural. Erróneamente pensó que Cellini era el hombre situado en el fondo del tondo. Benvenuto de Collyer fue el hombre que se mostró hablando con Francisco di Ser Jacopo, y mirando por encima de su hombro hacia el espectador. En otras palabras, el maestro británico creó "un retrato de Benvenuto Cellini" en 1771, como un retrato del autor de la pintura Giorgio Vasari, y no en realidad de Benvenuto Cellini.

### Retrato de Benvenuto Cellini por Raffaello Morghen

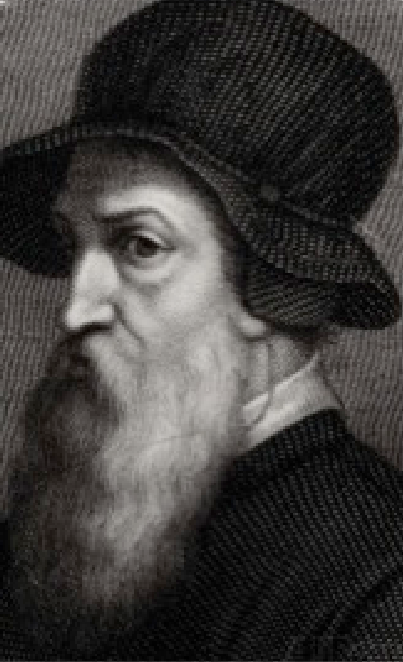
Raffaello Morghen (1758–1883) Un retrato de Benvenuto Cellini. (Grabado, 1822)

Dos siglos y medio después de que se pintara el tondo de Vasari, el artista italiano Raffaello Morghen (1758–1833) utilizó el retrato en el fresco del Palazzo Vecchio como modelo para su grabado Retrato de Benvenuto Cellini. La imagen de Morghen fue ampliamente propagada por los editores de la época. En estos días, el trabajo de Raffaello Morghen y sus derivados sigue siendo la imagen más conocida y reproducida de Cellini.

## Autorretratos de Cellini

### Autorretrato de Benvenuto Cellini en el busto de Cosimo I Medici

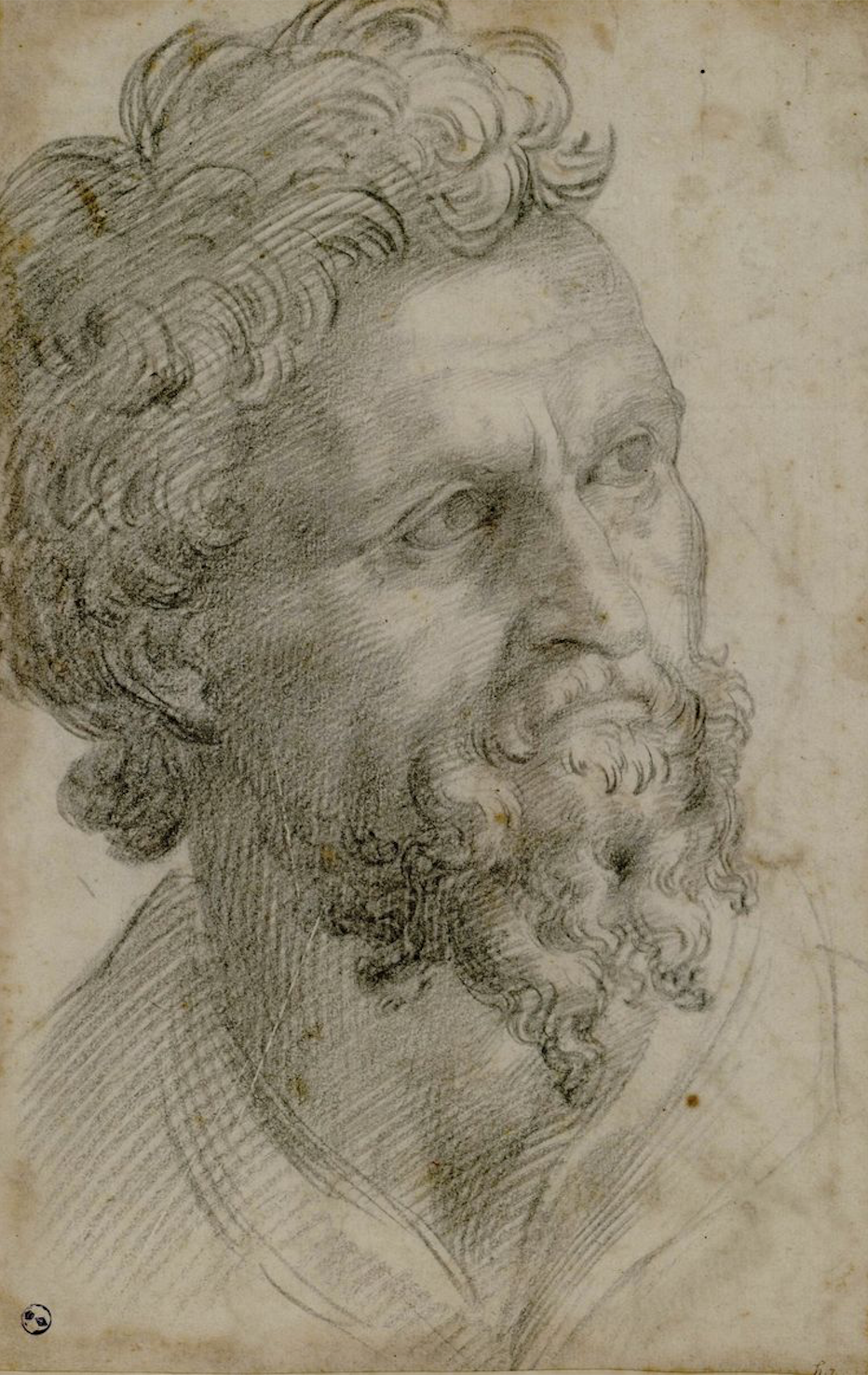
Benvenuto Cellini, Autorretrato. 283 mmx 150 mm. Dibujo a lápiz sobre papel (1540–1543) (?) Turín, Biblioteca real.

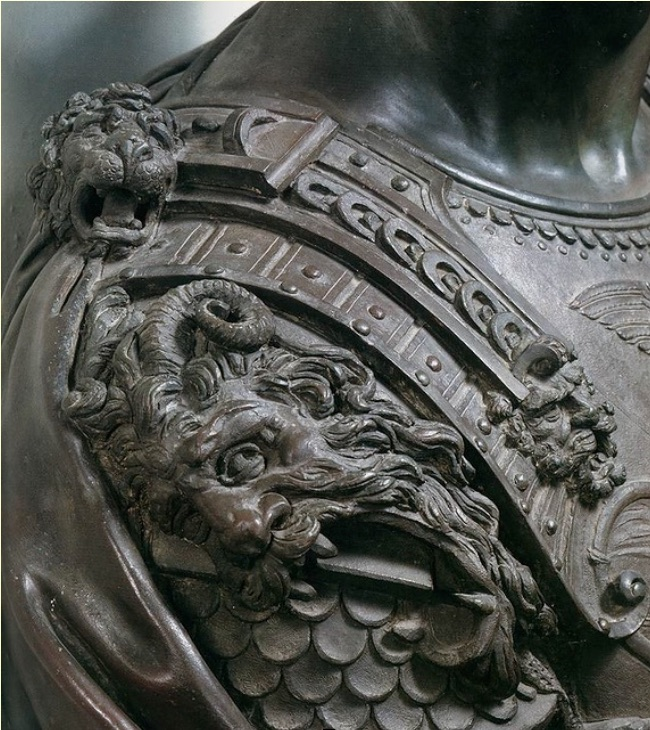
Benvenuto Cellini, Busto de Cosimo I. Bronce (1545). Florencia, Museo del Bargello. Detalle de la armadura con el retrato de Cellini

A su regreso de Francia a su ciudad natal, Florencia, en 1545, Benvenuto fundió un busto en bronce de Cosimo I Medici, el Gran Duque de Toscana. La cabeza decorativa ubicada en el hombro derecho de este busto es un autorretrato de Cellini, compuesto por partes de sátiro, león y hombre. Aunque la cabeza en el hombro posee elementos animales, el relieve es antropomórfico. 
Cellini tomó al león y al sátiro como prototipos. El león, como parte de la imagen grotesca en el busto, es una alusión al propio Cellini. Las características animales del sátiro, en combinación con el rostro humano, adquieren un indicio aún más explícito de la personalidad de Cellini que el valor semiótico de la imagen del león. Al presentarse a sí mismo como un sátiro, Benvenuto alude a su propio apodo de Diablo. En la mente de la sociedad del Renacimiento, un sátiro era sinónimo del demonio o diablo mismo.
Pope Hennessy afirmó que los cuernos de la armadura del duque son un indicio del signo zodiacal de Cosmo di Medici, el Capricornio.

### Autorretrato de Benvenuto Cellini en un boceto de la Biblioteca Real de Turín
La Biblioteca Real de Turín (Biblioteca Reale di Torino) alberga dos bocetos de Benvenuto Cellini dibujados a ambos lados de una hoja de papel que mide 28,3 cm por 18,5 cm. Un lado del papel muestra un dibujo a lápiz de un [hombre barbudo de unos 45 años, que se identifica como el autorretrato. En la página siguiente se encuentran estudios a pluma y tinta de cuerpos masculinos y una cara de perfil. Varios autógrafos en la propia mano de Benvenuto acompañan el dibujo; y entre las notas hay una fecha que dice: “21 de julio de 1559”.

### Autorretrato de Benvenuto Cellini en la cabeza de Perseo

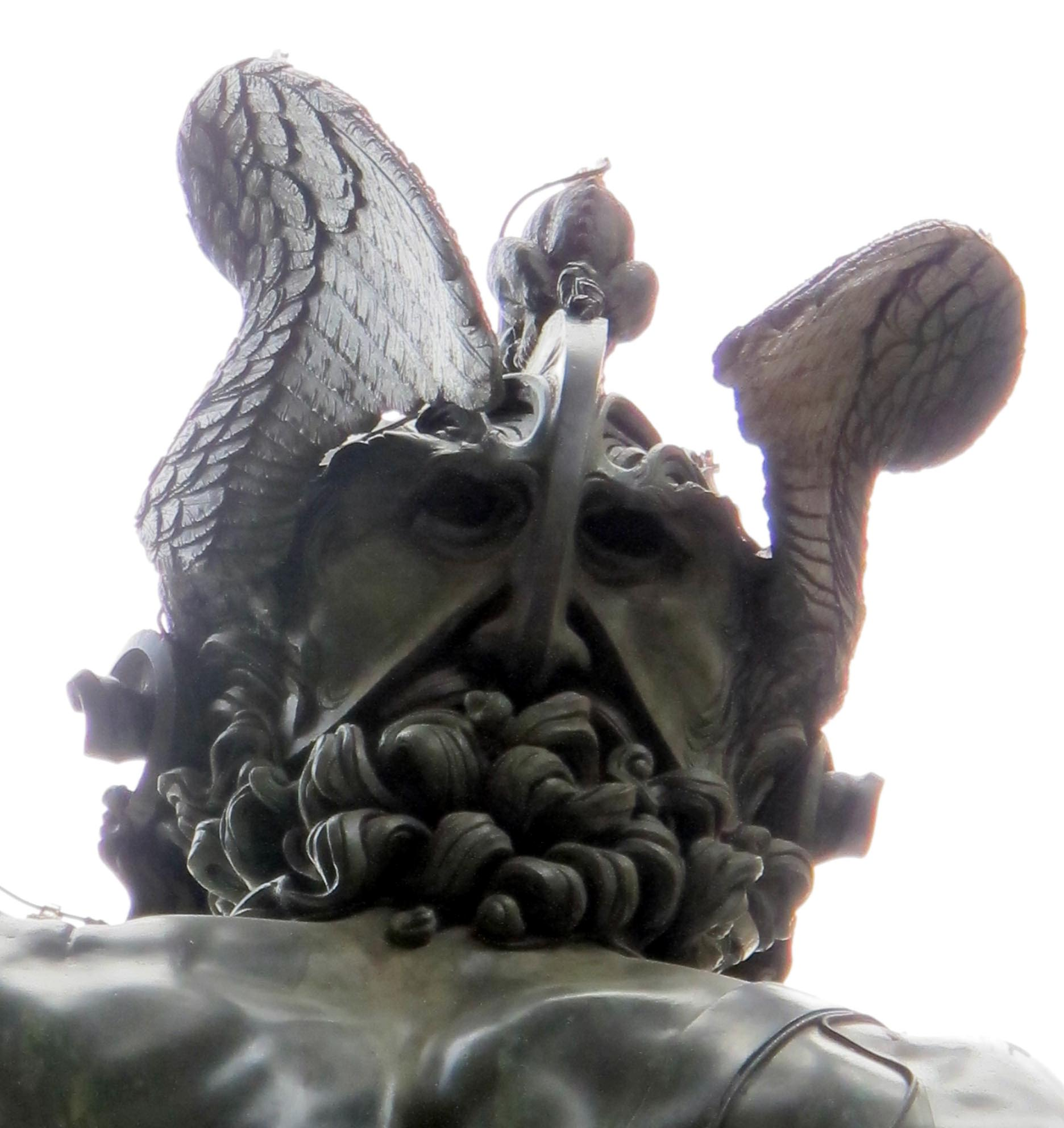
Cellini, Perseo. Bronce (1543) Florencia, Loggia dei Lanzi. Detalle del supuesto autorretrato tras la cabeza de Perseo.

Hay una tradición de que la parte posterior de la cabeza de Perseo fue diseñada como un autorretrato.

### Supuesto autorretrato de Benvenuto Cellini

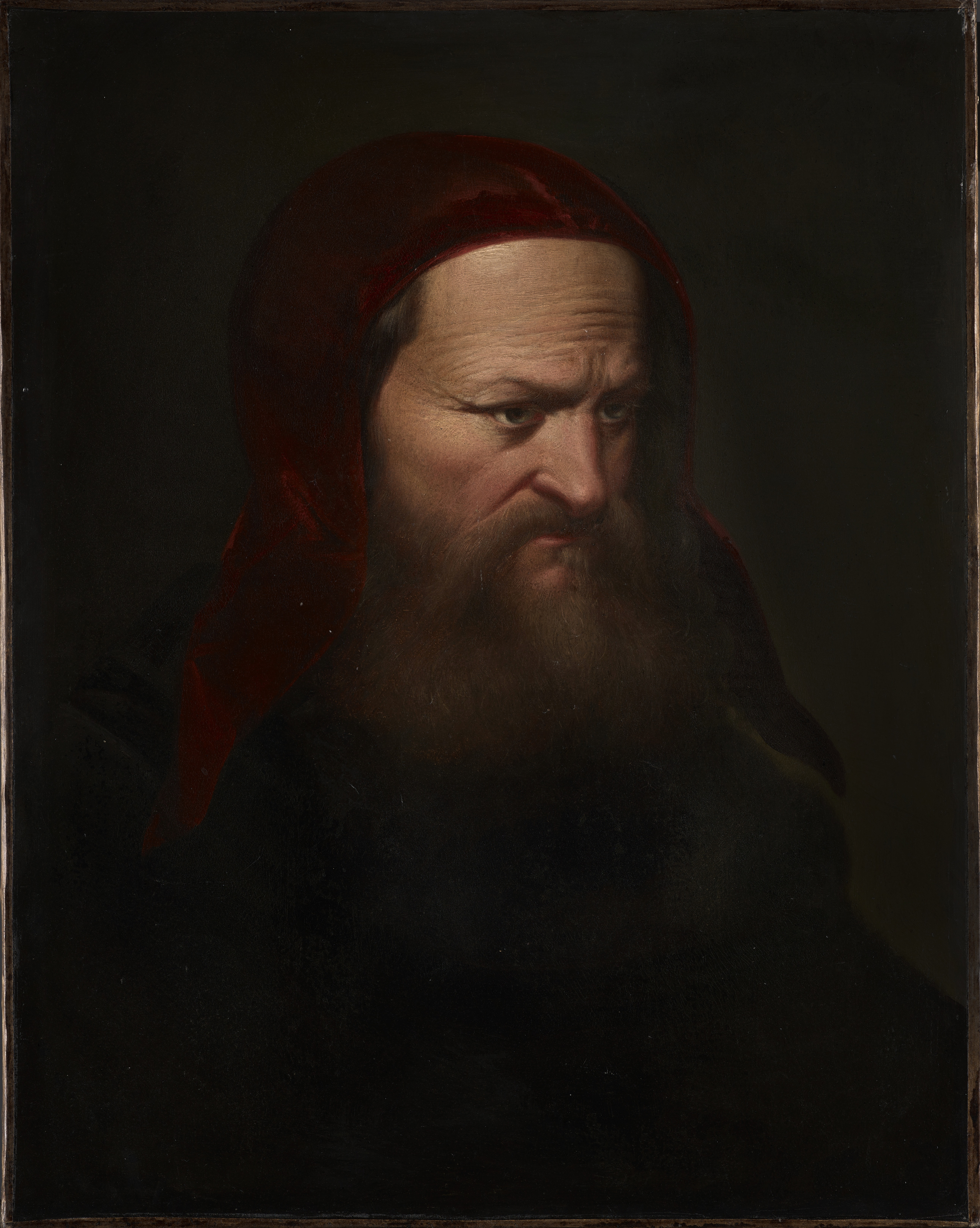
Supuesto autorretrato de Cellini

En este retrato, el rostro de Cellini parece varios años mayor que en el boceto de Turín. A juzgar por las mejillas aún no hundidas, el Benvenuto en el dibujo de Turín todavía no había perdido sus molares. Esta pintura es un boceto.
Los bocetos al óleo sobre papel eran un medio popular entre los artistas italianos del Renacimiento tardío y el período manierista. El gorro redondo de terciopelo rojo usado por Cellini alude a la cabeza de San Macario el Grande, un conocido personaje del famoso fresco medieval "Triunfo de la muerte" (Camposanto, Pisa). 

### Autorretratos de Benvenuto Cellini como Júpiter (Perseo) y Océano (Bodega de sal de Francisco I)
Una inscripción con las palabras "TE FILI SIQUIS LAESERIT ULTOR ERO" está grabada en el cartucho de mármol debajo del nicho de Júpiter en la base de "Perseus" de Cellini. Los rasgos de Júpiter, aunque muy idealizados, se asemejan a los rasgos faciales de Neptuno (Oceane) encontrados en la famosa "Salero del rey Francois I" hecha por Cellini. La bodega de sal (26 x 33,5 cm., Oro, cubierta en parte por esmalte; base: ébano) es su única obra maestra de orfebrería conocida que ha sobrevivido hasta nuestros días. Fue ejecutado por Benvenuto justo después de su encarcelamiento, entre 1540 y 1543, por lo tanto, diez años antes de lanzar su Júpiter en Florencia. 
Las características en los rostros de ambos dioses podrían insinuar peculiaridades características de la apariencia de Benvenuto, que se encuentran en otros retratos del escultor. 

## Retrato de Benvenuto Cellini sobre piedra de pórfido
El editor francés del siglo XIX Eugene Plon, además de intentar, por error, volver a atribuir personajes del fresco de Vasari en el Palazzo Vecchio, ingresó en el campo de la conciencia pública un artefacto, conocido hoy como el "retrato de pórfido de Benvenuto Cellini".[18] Él escribió:
"M. Eugene Piotte nos complació mucho al entregarnos [para su estudio] un retrato realizado sobre pórfido, que tiene la siguiente inscripción en el reverso en letras de plata: “Benvenuto Cellini, nato di Giovani di Andra y Maria Lisabetta di Stefano Granacci, il di d'Ognissanti nel 1500 ”
Este artefacto es, hoy conservado en el Museo Nacional del Renacimiento en Château d''Ecouen, Francia. Este retrato está actualmente atribuida a Francesco Salviati.

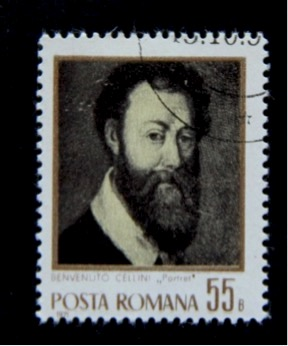
Estampa que retrata "Benvenuto Cellini" emitida en Rumania para el 400 aniversario de la muerte de Benvenuto Cellini.

Plon data el medallón de 8,5 cm de la primera mitad del siglo XVI y cree que la pieza es la representación exacta del "retrato de Messenger Benvenuto en marco de madera de nogal", que, de acuerdo con las pruebas del notario público, colgó. en una pared en la casa de la orfebrería en el momento de la muerte de Benvenuto. Plon afirma que "varios retratos realizados en piedra porfirítica se guardan en la Galería Pitti" y que "todos ellos se remontan a la misma época en el momento de su creación". Sin embargo, los estudiosos refutan esta afirmación. Los datos disponibles en la actualidad sugieren que solo existieron dos retratos sobre pórfido. Uno de ellos muestra el llamado "Benvenuto Cellini" y el otro, "Ferdinando I Medici".
En 1971, el correo estatal de Rumania emitió un sello con motivo del 400 aniversario de la muerte de Cellini. El "retrato de pórfido" fue elegido como la base para el sello. Aunque en 2007, la casa de subastas parisina "Drouot" vendió una imagen atribuida como "Retrato de Monsieur Strozzi" por un desconocido seguidor de Cornelius de Lion. Esta foto está firmada. 

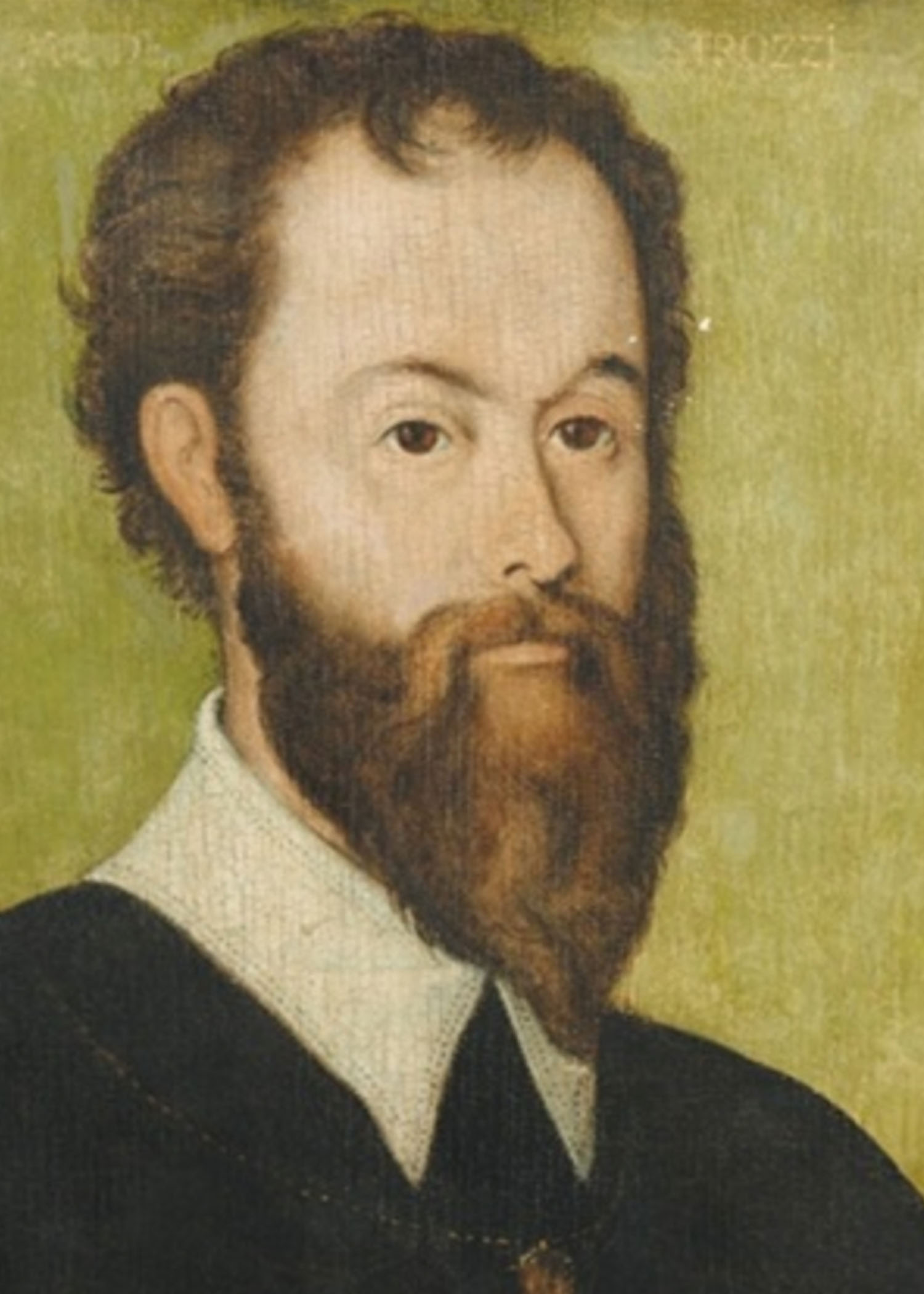
Imagen vendida por la casa de subastas Drouot en 2007 identificada como un retrato de "Monsieur Strozzi" por un desconocido seguidor de Cornelius De Lion.

La inscripción identifica a la modelo como "Monsieur Strozzi". Por lo tanto, "Monsieur Strozzi" y "Benvenuto Cellini" son retratados como la misma persona.

### Retrado de Benvenuto Cellini por Zocchi-Allegrini

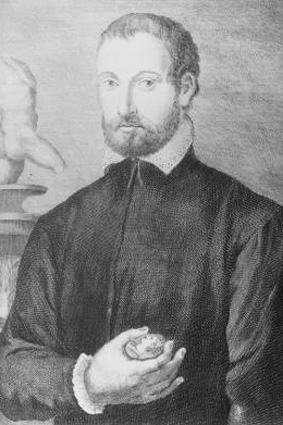
Allegrini, Francesco. 'Retrato de Benvenuto Cellini'. El grabado. 29.5 cm х19.2 cm. A partir de un boceto por Giuseppe Zocchi. Austria Nationalbibliothek

Un re-descubrimiento del libro de Cellini por parte del público a fines del siglo XVIII provocó una aguda necesidad del retrato del autor para ilustrar las publicaciones. Muchos artistas y grabadores recibieron pedidos de los editores para producir las imágenes de Benvenuto. La primera muestra de los retratos de la "nueva ola" fue un grabado realizado por el maestro italiano Francesco Allegrini en 1762. Allegrini utilizó un dibujo de Giuseppe Zocchi como base para este trabajo. (1711–1767). 
No se sabe qué fuentes usó Giuseppe Zocchi en su siglo 18 para inspirarse, pero la imagen de "Cellini" que creó se destaca mucho del retrato de Benvenuto en el fresco de Vasari. La impresión de Allegrini / Zocchi fue comprada por Louis-Philippe, (esa vez el duque de Orleans, y más tarde se convirtió en el rey de Francia) para su colección. En la actualidad, una copia del "Retrato de Benvenuto Cellini" de Zocchi / Allegrini se guarda en el Palacio de Versalles y Trianon. 

## Benvenuto Cellini en otras obras

### Escultura de Jean-Jacque Feuchère
El escultor francés Jean-Jacques Feuchère fundió la pequeña escultura de bronce "Cellini" en 1837. Este retrato tiene cierta similitud con el personaje en el Tari Vasari. Feuchere, Jean-Jacques. Benvenuto Cellini, Bronce. (1837) 

### La copa de los hermanos El Marrel
El rey de Francia Louis-Philippe compró la Copa de los Hermanos Marrel para entregar esta obra de arte a su hijo Louis, Duque de Nemours, como regalo. El evento ocurrió en 1839 durante una exposición industrial en París.[cita requerida]
Los orfebres y sus acompañantes Antoine-Benoit-Roch y Jean-Pierre-Nazaire Marrel produjeron su obra maestra en una ola de inspiración de la llamada "Copa de Augsburgo" de Cellini, que fue comprada por el Museo del Louvre en 1832. Esta última copa tenía la forma de un cáliz de plata con dorado. La autoría de la Copa de Augsburgo se atribuyó a Benvenuto en ese momento. Los hermanos Marrel quedaron impresionados por los eventos y respondieron con su propia creación.

### Busto de Vincenzo Gajassi

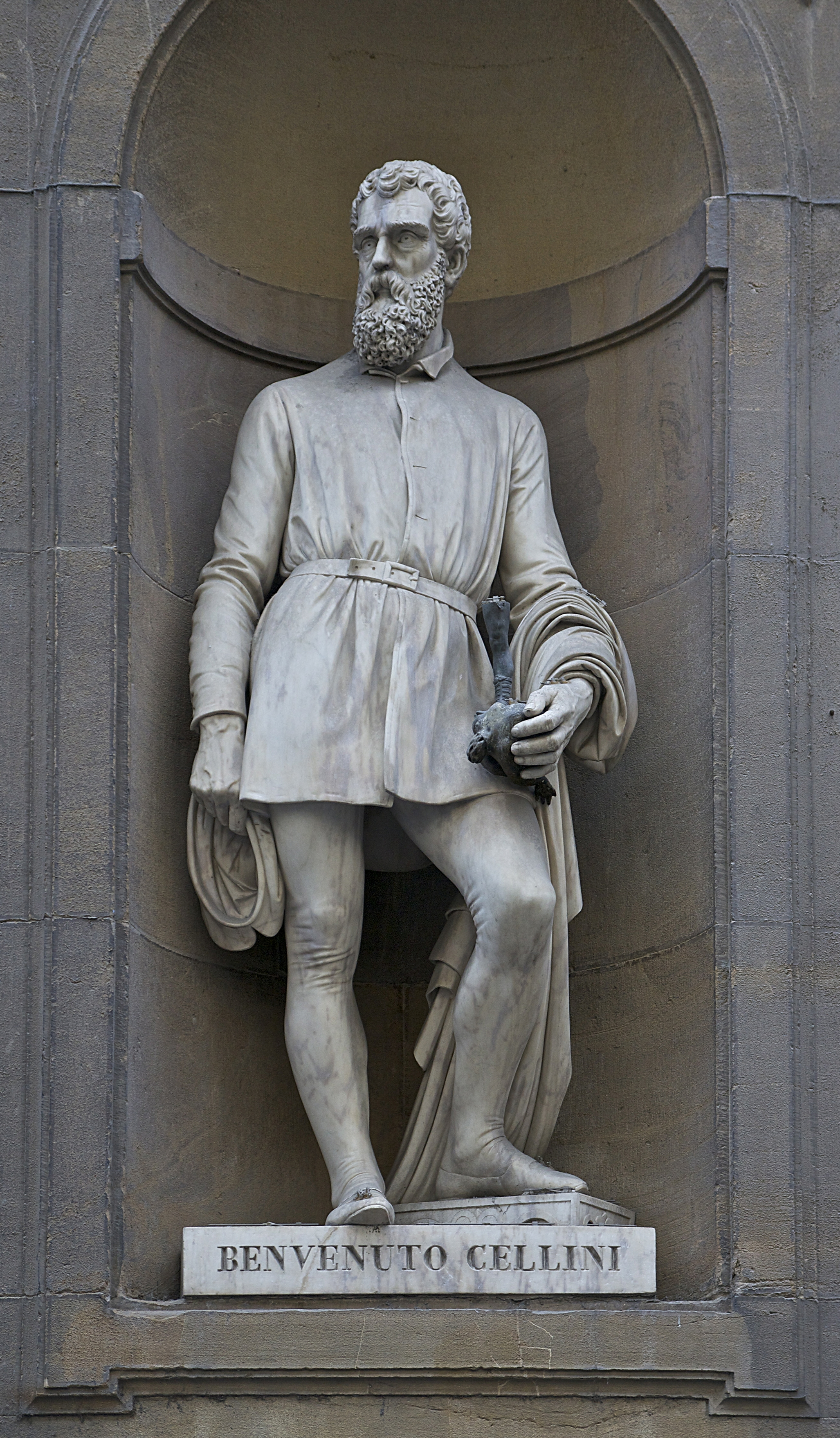
Mucho más tarde estatua de Cellini, de Piazzale degli Uffizi, Florencia, Cambi.

El escultor italiano Vincenzo di Marco Fabio Apolloni ("Gajassi") creó un busto de mármol de Benvenuto Cellini en 1844. Más tarde, ese mismo año, Lady Eleonora Butler presentó el mármol como regalo al Museo Capitolino de Roma. El maestro al parecer trató de impartir a su modelo los rasgos encontrados en el fresco de Vasari en el Palazzo Vecchio. La prueba se encuentra en la característica barba larga, así como en la forma de la nariz, las cejas y la media cara. Apolloni, Vincenzo di Marco Fabio. «Busto de Benvenuto Cellini». Mármol. (1844). Museo Capitolino, Roma.

### La escultura de Ulisse Cambi
El arquitecto Giorgio Vasari y su sucesor Bernardo Buontoletti dejaron 28 nichos de repuesto en las paredes de la columnata del palacio de los Uffizi. Se instaló un retrato de Benvenuto Cellini realizado por Ulisse Cambi (1807–1895) en uno de los nichos. Una estatua de mármol de más de 3 metros de altura se dio a conocer al público el 24 de junio de 1845. 

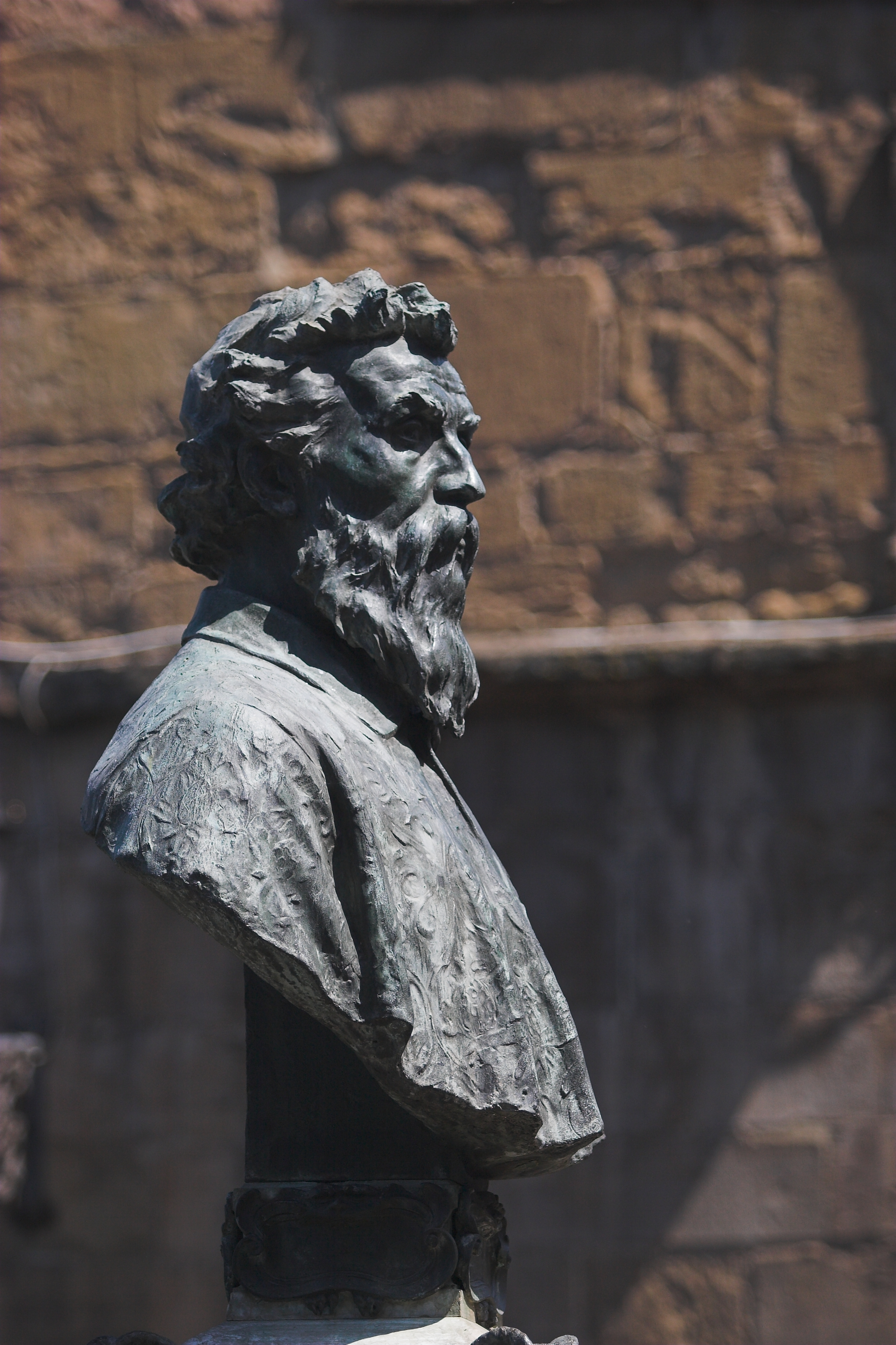
Romanelli Raffaello. 'Busto de Benvenuto Cellini'. (1900). Ponto Vecchio, Florencia

El retrato es enteramente la trama de la imaginación de Cambi. Su interpretación de la imagen y la escultura de Benvenuto en su conjunto provocó fuertes críticas del público. 

### Busto de Raffaello Romanelli
El busto de Raffaello Romanelli de Benvenuto Cellini se colocó en medio del Puente Viejo (Ponte Vecchio) en Florencia en 1901. Romanelli había dado sus propios rasgos faciales al busto de Cellini en el Ponte Vecchio.

## Diferencias estilísticas entre la autorretratos y autorretratos de Cellini
Todos los autorretratos de Benvenuto Cellini corresponden a su autorretrato literario. Esta es una naturaleza heroica del arte del terribilità. Es creado por el ceño fruncido. Puede considerarse como sus características distintivas: 
• pómulos anchos
• una mandíbula subdesarrollada y algo sobresaliente Es un pequeño hoyuelo en la punta. 
•  una nariz grande que es delgada y recta en el puente, pero tiene un engrosamiento y un pequeño hoyuelo en la punta
• ojos verde-grisáceos colocados cerca del puente
• párpados en forma de almendra 
• cejas bastante gruesas aunque en algunos autorretratos Cellini trató de hacerlas menos expresivas
• Cellini comenzó a crecer calvo temprano, pero el proceso se desaceleró con la edad; Ha perdido su cabello 
• manos delgadas y fuertes 
• una constitución atlética y una postura recta, que Cellini conservó a lo largo de su vida. 